# Karalepis stewarti
Karalepis stewarti es una especie de pez de la familia Tripterygiidae en el orden de los Perciformes.

## Morfología
• Los machos pueden llegar alcanzar los 15 cm de longitud total.

## Alimentación
Come moluscos y pequeños crustáceos.

## Hábitat
Es un pez de mar y de clima templado y demersal que vive entre 0-33 m de profundidad.

## Distribución geográfica
Se encuentra en Nueva Zelanda.

## Observaciones
Es inofensivo para los humanos.